# Kurt Klamroth (Unternehmer)
Friedrich Karl Kurt Klamroth (* 22. April 1872 in Halberstadt; † 5. Dezember 1947 ebenda) war ein deutscher Kaufmann und Unternehmer, der als Düngemittelproduzent und Vorsitzender des Vereins Deutscher Düngerfabrikanten Bedeutung erlangte.

## Leben
Kurt Klamroth, Sohn von Karl Friedrich Ludwig Gustav Klamroth (1836–1905) und Anna Julie Karoline Weigel (1840–1890), entstammte einer alten Halberstädter Kaufmannsfamilie. Er wuchs als eines von sieben Geschwistern in Halberstadt auf. 1888 verließ Klamroth das Gymnasium, um auf Wunsch seines Vaters eine kaufmännische Lehre zu absolvieren. Er trat als Banklehrling in das Bankhaus Ernst Vogler in Halberstadt ein. Nach beendeter Lehrzeit leistete er seinen Militärdienst als Einjährig-Freiwilliger beim Kürassier-Regiment Nr. 7 „von Seydlitz“ ab und war dann in dem Magdeburger Speditionsgeschäft Tonne & Co. tätig. Er übernahm die Geschäftsleitung der familieneigenen Großhandlung für Getreide und Düngemittel J. G. Klamroth in Halberstadt von seinem Vater und führte dieses Unternehmen in vierter Generation. 1923 wurde sein Sohn Hans Georg Teilhaber des Unternehmens, der später als Mitwisser zum weiteren Umfeld der Attentäter des 20. Juli 1944 gehörte. 1945 übernahm sein Sohn Kurt die Leitung des Unternehmens.

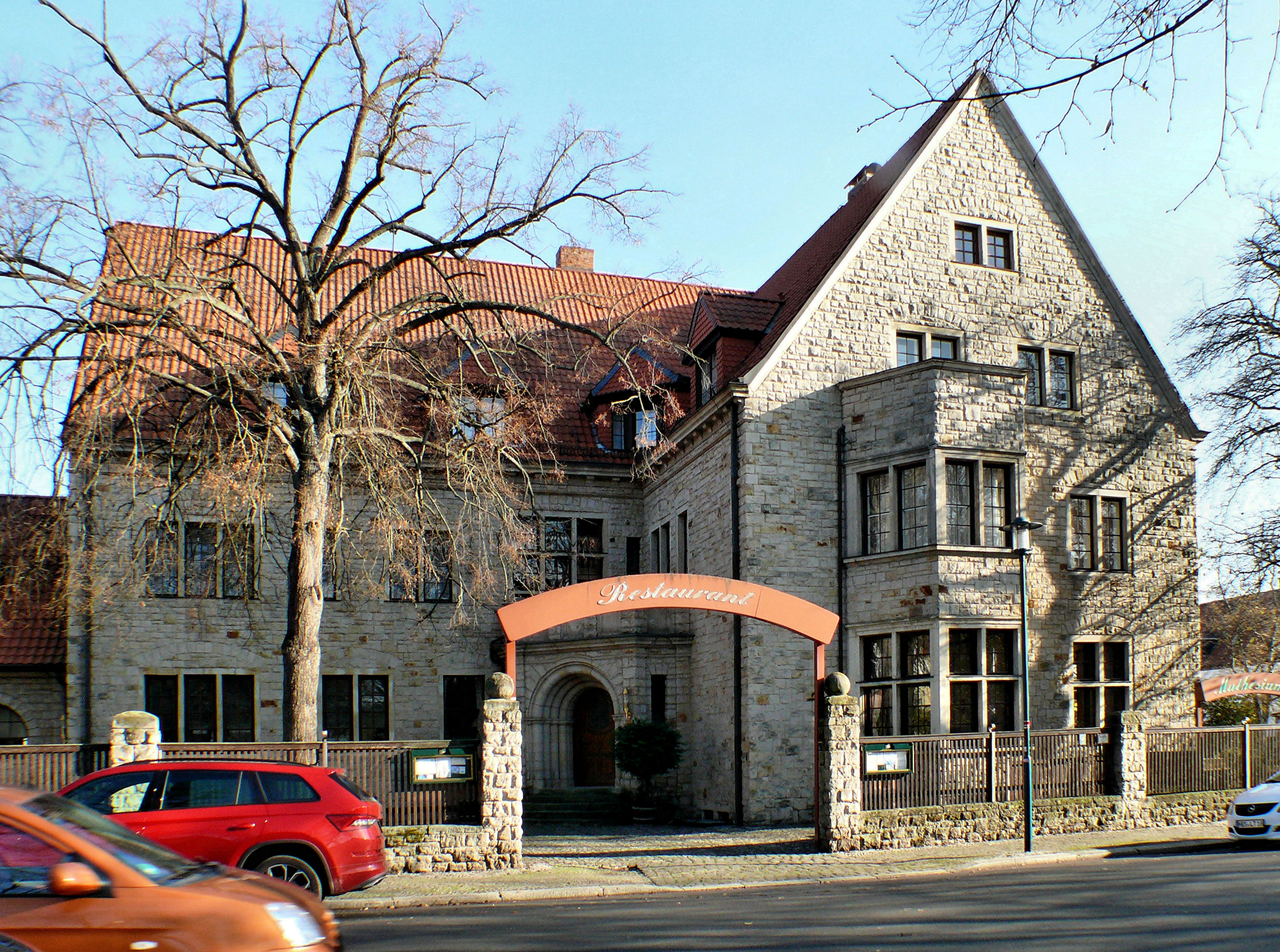
Villa Klamroth

Zwischen 1910 und 1911 ließ Kurt Klamroth in Halberstadt die Villa Klamroth nach einem Entwurf von Hermann Muthesius errichten. Das Gebäude auf dem Grundstück Klamrothstraße 2 beherbergt heute das Parkhotel Unter den Linden. In ihrem Bestseller Meines Vaters Land, der die Geschichte der Familie Klamroth erzählt, schrieb die Journalistin Wibke Bruhns, eine Enkelin von Kurt Klamroth, über die Villa.
Kurt Klamroth verfasste mehrere Schriften zur Familien- und Unternehmensgeschichte.

## Familie
Kurt Klamroth heiratete am 9. Oktober 1897 Therese Marie Klara Gertrud geb. Vogler (1875–1951). Insgesamt hatte das Ehepaar vier Kinder, neben den Söhnen Hans Georg und Kurt die Töchter Anna Marie und Erika.

## Schriften
- Blätter über die Familie Klamroth. H. Meyer, Halberstadt 1908.
- Die Firma J. G. Klamroth in Halberstadt, gegr. 1790. Halberstadt 1933.
- Erzählungen aus dem Voglerschen Ahnenkreise. Halberstadt 1926.
- Zur sozialen Entwicklung des Geschlechtes Klamroth. Vortrag, gehalten am 5. Familientag des Klamroth’schen Familien-Verbandes, Stamm Alterode-Halberstadt e. V. Halberstadt 1926.
- Zwischen zwei Revolutionen. Die hundertfünfzigjährige Geschichte eines mitteldeutschen Handelshauses. Verlag der Halberstädter Zeitung und Intelligenzblatt, Halberstadt 1940.